# Сиамон
Сиамон I (Некехеперра Сетепенамон Сиамон I) — египетский фараон XXI династии, правивший в 977—958 до н. э.
Хотя ему удалось захватить крепость филистимлян Газу и наладить отношения с Израильским государством царя Соломона (Тель-Гезер был отдан Иудее в качестве приданого дочери Сиамона, ставшей женой Соломона), однако Египет оставался чрезвычайно слабым по сравнению с временами Нового царства.